# Kantatie 63
Pour les articles homonymes, voir Route 63.
La route principale 63 (en finnois : Kantatie 63) est une route principale allant de Kauhava jusqu'à Ylivieska en Finlande.

## Description
Avec la route principale 86 en provenance de Kannus, elle offre un itinéraire alternatif à la route nationale 8 le long de la côte ouest.

## Parcours
La route parcourt les municipalités suivantes :
- Evijärvi
- Kauhava
- Evijärvi
- Kruunupyy
- Kaustinen
- Kokkola
- Toholampi
- Sievi
- Ylivieska